# Аналоговий пристрій
Ана́логовий при́стрій, ана́логова апарату́ра — апаратура, призначена для роботи з аналоговими сигналами.
Ана́логові електро́нні при́строї (АЕП) — це пристрої посилення та обробки ана́логових електри́чних сигна́лів, виконані на основі електронних приладів.
Аналоговий сигнал є неперервною функцією, з необмеженим числом значень в різні моменти часу. Прикладом аналогового сигналу є звуки люської мови, які на осцилограмах мають різні, химерні форми. Аналогові сигнали змінюються за тим самим законом, що й описувані ними фізичні процеси.

## Групи аналогових електронних пристроїв
Слід виділити дві великі групи, на які можна класифікувати аналогові електронні пристрої:
- підсилювачі — це пристрої, в яких за рахунок енергії джерела живлення формується новий сигнал, який за формою є наближеною копією заданого, але перевищує його за струмом, напругою або потужністю.
- пристрої на основі підсилювачів — переважно перетворювачі електричних сигналів та опорів.

Перетворювачі електричних сигналів (активні пристрої аналогової обробки сигналів) — будують на базі підсилювачів або безпосередньо застосовуючи останні зі спеціальними ланцюгами зворотних зв'язків, або за рахунок деякої їх видозміни. Сюди відносять пристрої підсумовування, віднімання, логарифмування, антилогарифмування, фільтрування, детектування, перемноження, ділення, порівняння тощо.
Перетворювачі опорів — будують на основі підсилювачів зі зворотними зв'язками. Вони можуть перетворювати величину, тип, характер опору. Використовують їх у деяких пристроях обробки сигналів.
Особливий клас складають всілякі генератори та пов'язані з ними пристрої.

## Приклади аналогової обробки
- Мастеринг

## Приклади аналогових пристроїв
- Аналоговий комп'ютер
- Аналоговий фільтр
- Аналогова відеокамера
- Логарифмічна лінійка
- Плівковий фотоапарат